# Vedat Çorlu
Vedat Çorlu (* 1964 in Istanbul) ist ein Verleger und literarischer Übersetzer aus dem Deutschen ins Türkische.
Çorlu wirkte als Cheflektor bei einer Reihe türkischer Verlage. 1988 gründete er in seiner Geburtsstadt mit Ara Yayıncılık zudem einen eigenen Verlag. Seine Übersetzertätigkeit aus dem Deutschen begann Mitte der 1990er-Jahre und umfasst Werke von Erich Kästner bis Franz Kafka.
2013 übertrug er mit Sabine Çorlu mit Engel sind männlich von Hamdi Koc erstmals auch einen Roman aus dem Türkischen ins Deutsche.